# Bryce Williams
Pour les articles homonymes, voir Williams.
Pas d'image ? Cliquez ici

a Compétitions nationales et continentales officielles uniquement.

b Matchs officiels uniquement.
Dernière mise à jour le 25 juillet 2019.

Bryce Williams, né le 14 avril 1980 à Dargaville (Nouvelle-Zélande), est un joueur de rugby à XV évoluant au poste de deuxième ligne (2,03 m pour 111 kg).

## Carrière

### En sélection
Bryce Williams a connu une première sélection pour les Māori All Blacks le 12 juin 2004 contre l'équipe des États-Unis.
Il est considéré comme un espoir All Black pour la coupe du monde 2007.
En mars 2009, il est sélectionné avec le XV du président, sélection de joueurs étrangers évoluant en France coachée par Vern Cotter, pour jouer un match amical contre les Barbarians français au Stade Ernest-Wallon à Toulouse. Le XV du président l'emporte 33 à 26.

## Palmarès
- 6 sélections (New Zealand Maoris) entre 2002 et 2004